# 에세키엘 라베시
에세키엘 이반 라베시(스페인어: Ezequiel Iván Lavezzi; 이탈리아어: Lavezzi 라베치[*]; 1985년 5월 3일 ~ )는 아르헨티나의 은퇴한 축구 선수로 포지션은 공격수, 윙어이다. 근면함과 스피드, 드리블 능력으로 알려져 있다.

## 유년 시절
유년 시절, 라베시는 축구에 열광적인 관심을 보였고, 지역 클럽인 로사리오 센트랄을 지지하였다. 그는 나중에 그의 등에 로사리오 센트랄의 문신을 하였다.
라베시의 축구 재능은 매우 어린 시절부터 인정받았고, 그는 보카 주니어스에서 거절당한 뒤, 로사리오 센트랄의 유소년팀에서 활약하였다.

## 경력

### 에스투디안테스 (BA)
2003년, 라베시는 에스투디안테스 (BA)로 이적하였고, 그는 1시즌 간 39경기에 출전하며 17골을 득점하였다.

### 산 로렌소
포동이 (el Pocho)로 알려진 그는 2004년에 제노아로 €1M에 이적하였으나, 바로 아르헨티나의 산 로렌소로 임대되었다. 이곳에서 그는 19세의 나이에 2004년 아페르투라 대회의 시즌동안 8골을 득점하였고, 그는 득점 순위 4위에 랭크되었다.
라베시의 가장 큰 업적은 리버 플레이트를 상대로 한 엘 모누멘탈 원정 경기였다. 그는 69분에 산 로렌소의 결승골을 득점하며 승리를 가져다주었고, 리버 플레이트의 우승 레이스에 발목을 잡았다. 그 결과 그는 아르헨티나 언론으로부터 야수 (la Bestia) 라는 별명을 획득하였다.
비록 라베시는 1시즌 임대 후 제노아로 복귀하기로 하였으나, 문제에 봉착하였다: 라베시가 아르헨티나 무대에서 활약하는 동안, 제노아는 승부조작 스캔들의 공범임이 폭로되었고, 이탈리아의 축구 3부리그인 세리에 C1으로 강등되었다. 재정난으로 인해, 이 유망한 공격수는 €1.2M 가격에 산 로렌소로 매각되었다.
아페르투라 2005에 산 로렌소로 복귀한 그는 팀을 리그 상위권으로 올려 놓았으며, 8골로 득점 순위 4위에 올랐다. 그의 산 로렌소에서의 마지막 업적은 클라우수라 2007에서 보카 주니어스를 6점차로 제치고 리그 우승을 거머쥔 것이었다.

### 나폴리
나폴리는 전 시즌 세리에 B를 준우승으로 마무리하면서 세리에 A에 막 승격한 상태였다. 그들의 스쿼드를 예전만큼 정상급으로 돌려놓기 위해서, 나폴리는 2007년 7월 5일에 라베시와 5년 계약을 체결하였다. 이 이적 협상을 통해 €6M의 이적료가 소요되었고, 그의 입단식은 팬들 앞에서 첫 시즌에 사용할 등번호 7번의 유니폼을 받는 것이었다.
라베시는 이적 후 스타디오 산 파올로에서 열린 피사와의 코파 이탈리아 경기에서 해트트릭을 박아 3-1 승리를 견인하며 클럽에 큰 영향을 주었다; 이는 나폴리 선수가 14년만에 기록한 첫 해트트릭이었다. 라베시는 2007년 9월 2일, 5-0으로 이긴 우디네세전에서 첫 리그 득점에 성공하였다. 경기 후, 그는 매치 리포트에 "영감적"이라는 수식어가 붙었고, 언론에서는 "나폴리에 별이 났다."라고 썼다. 나폴리는 1988년, 디에고 마라도나가 클럽에서 현역으로 활약한 이래 그 정도로 큰 점수차로 리그에서 이겨본 적이 없었다.
언론에서, 이탈리아 무대에 활약하는 유망한 젊은 아르헨티나 선수에 대해 라베시를 "제2의 마라도나"라는 수식어를 붙였다. 그러나, 라베시는 스스로를 겸손히 낮추었고, 대신 자신을 동료 아르헨티나인 카를로스 테베스에 견주었다. ESPN은 라베시를 "드리블에 뛰어나며 상대 미드필더와 수비의 좁은 공간을 찾는데 우수한 선수이다. 그는 뛰어난 스피드와 크로스 능력을 갖추고 있고, 위험한 지역에서 상대 수비를 벗기거나 파울을 얻어내는데에도 능숙하다. 그는 피지컬적으로, 전술적으로, 그리고 기술적으로 양질의 선수로 고려된다." 라고 묘사하였다.

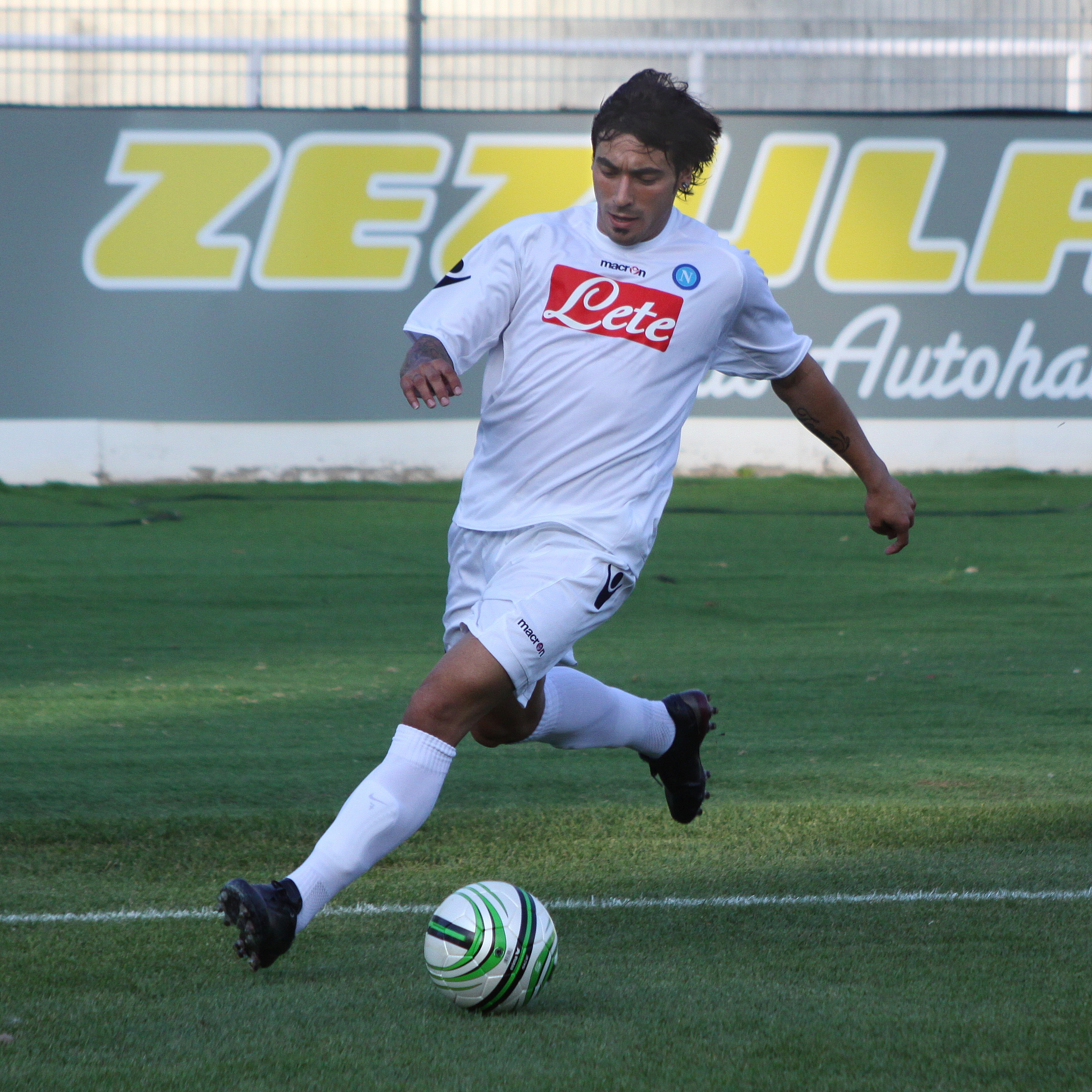
나폴리에서 활약할 당시의 라베시.

그는 2007-08 시즌을 35경기 출전, 8골로 마쳤다. 그는 빠른 발과 박스 근처에서의 날카로운 동작으로 팬들 애착의 중심 대상이 되었다. 2008-09 시즌에 그는 30경기 출전하여 7골을 득점하였다. 2009-10 시즌, 그는 30경기에 출전하여 8득점을 올렸고, 부상으로 10경기가량 결장하였다. 라베시는 2010-11 시즌에 나폴리에 잔류하였으나, 그의 등번호를 신입 스트라이커인 에딘손 카바니에게 환영의 의미로 등번호 7번을 양보하였고, 자신은 등번호 22번의 유니폼에 새로 배정되었다. 같은 시즌, 그는 엘프스보리와 리버풀과의 UEFA 유로파리그 경기에서 각각 1골씩 득점하였고, 세리에 A에서는 6골 12어시스트를 올렸으며, 볼로냐와의 코파 이탈리아 경기에서는 골네트 뒤쪽으로 가는 길을 찾았다.
라베시는 9월 10일, 3-1로 경기를 지배한 체세나전에서 경기시작 3분만에 우고 캄파냐로의 롱볼을 받아 2011-12 시즌의 1호골을 득점하였다. 라베시는 10월 26일, 우디네세전에서 에딘손 카바니의 로빙 패스를 받아 발리슛으로 득점하여 나폴리에게 2-0 승리를 가져다 주면서 "맨 오브 더 매치"로 선정되었다. 휴식기를 앞두고, 라베시는 레체전에서 또다시 골네트를 흔들었고, 카바니의 골에 어시스트를 배급하며 4-2 승리에 공헌하였다.
2012년 2월 17일, 3-0으로 피오렌티나를 압살한 경기에서, 라베시는 90분에 장거리포로 경기를 끝냈다. 나흘 후, 그는 첼시와의 챔피언스리그 16강 1차전에서 자신의 챔피언스리그 첫 두골을 득점하며 3-1 승리를 견인하였다. 그 주 일요일인 2월 26일, 나폴리는 라베시의 결승골로 인테르나치오날레를 꺾으면서 세리에 A 5위로 도약하였다.
라베시는 2012년 3월 4일, 파르마전에서 86분에 튀어나와 결승골을 득점하였으나, 라베시가 오프사이드 위치에 있어서 논란을 야기하였다. 라베시는 3월 9일 6-3으로 칼리아리를 찢은 경기에서 페널티킥을 성공시키고, 1어시스트를 정립하며 첼시와의 16강 2차전을 앞두고 예열하였다. 라베시는 4월 11일, 1-3으로 패한 아탈란타전에서 고란 판데프의 패스를 받아 안드레아 콘실리 골키퍼를 넘기며 그의 시즌 9호골이자 마지막 세리에 A 득점을 성공시켰다.
2012년 5월 20일, 라베시는 2012년 코파 이탈리아 결승전에서 유벤투스를 2-0으로 해치우며 나폴리에서의 첫 우승 트로피를 획득하였다. 이 경기에서, 라베시는 페널티 박스 안쪽에서 유벤투스 골키퍼 마르코 스토라리에게 파울을 당하면서, 나폴리에게 페널티를 가져다 주었고, 이를 카바니가 선제골로 연결하였고, 클럽에게 20년도 넘는 시간이 흐른 끝에 첫 우승 트로피를 안겼다.

### 파리 생제르맹
2012년 7월 2일, 프랑스 리그 1의 클럽 파리 생제르맹이 나폴리와의 협상 끝에 €26.5M에 이적하기로 합의되었고, 라베시가 4년 계약을 체결하였다고 합의했으며, 가치가 €30M 정도로 책정되었다. 8월 11일, 라베시는 2-2로 비긴 로리앙과의 리그 1 2012-13 개막전에서 PSG 신고식을 치르었다. 그는 11월 21일 디나모 키예프와의 챔피언스리그 원정 경기에서 첫 2골을 삽입하였고, 경기는 그의 2골로 마무리되었다.
라베시는 12월 4일, 포르투와의 챔피언스리그 경기에서 60분이 지난 후 에우통의 마크를 넘겨 챔피언스리그 시즌 3호골을 득점하였다. 포르투갈 챔피언을 2-1로 이긴 PSG는 조 1위로 16강에 진출하였다. 나흘 후인 12월 8일, 에비앙과의 파르크 데 프랭스 홈경기에서, 그는 리그 1호골을 득점하였고, 팀은 4-0 완승을 거두었다. 12월 11일, 라베시는 PSG가 발랑시엔에게 홈 첫패를 안겨준 경기에서 즐라탄 이브라히모비치가 해트트릭을 한 후에 팀의 4번째 골을 득점하였다.
2013년 2월 12일, 라베시는 발렌시아전에서 수비 사이로 지그재그로 이동한 후 선제골을 득점하였고, PSG는 챔피언스리그 16강 1차전 원정 경기에서 2-1 승리를 챙겼다. 라베시는 이후 2차전에서 동점골을 득점하며 경기를 1-1로 종료시켰고, 프랑스 팀에게 합계 3-2 승리를 안겼으며, 팀은 1995년 이래 처음으로 8강 진출을 이룩하였다.

## 국가대표팀 경력

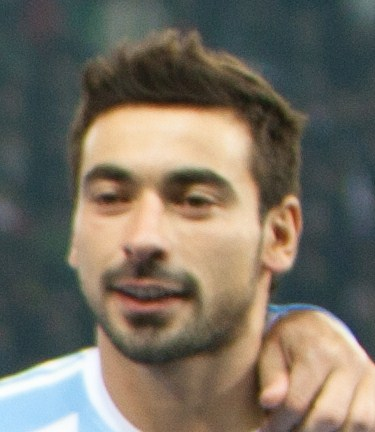
2011년 아르헨티나 국가대표팀의 라베시

라베시는 2007년 4월 18일, 칠레와의 경기에서 아르헨티나 국가대표팀 경기에 처음으로 출전하였다.
2008년, 라베시는 2008년 하계 올림픽에서 아르헨티나를 대표할 올림픽 축구 국가대표팀에 발탁되었다. 올림픽 대회에서, 그는 2008년 8월 10일, 오스트레일리아전에서 한골, 2008년 8월 13일 세르비아전에서 페널티킥으로 한골, 총 2골을 득점하였다. 라베시는 1-0으로 이긴 나이지리아와의 결승전 연장전에도 출전하였다.
라베시가 클럽에서 보여준 기량으로는 디에고 마라도나의 2010년 FIFA 월드컵 명단에 들기에는 역부족이었고, 그는 뉴캐슬 유나이티드의 파브리시오 콜로치니와 더불어 충격적인 엔트리 탈락의 고배를 마셨다. 2010년 11월 17일, 아르헨티나는 카타르에서 브라질과 친선경기를 펼쳤고, 이 경기에서 라베시가 인저리 타임에 리오넬 메시에게 2대1 패스로 결승골을 어시스트하였다. 그는 2008년 하계 올림픽을 우승으로 이끌었던 세르히오 바티스타가 신임 국가대표팀 감독으로 취임하자, 주전 선수가 되었다. 그는 바티스타에 의해 2011년 코파 아메리카의 아르헨티나 선수 명단에 포함되었다. 2011년 6월 21일, 알바니아와의 대회 전 친선경기에서, 라베시는 선제골을 득점하며 4-0 승리를 이끌어냈다.

## 사생활
라베시는 크리스트교 신자로, 그의 가슴에는 예수의 문신이 새겨져 있다.

## 경력 통계

### 클럽
2013년 5월 26일 기준
| 클럽                | 시즌      | 리그 | 리그 | 리그     | 컵   | 컵 | 컵       | 대륙 | 대륙 | 대륙     | 합계 | 합계 | 합계     |
| 클럽                | 시즌      | 출장 | 골   | 어시스트 | 출장 | 골 | 어시스트 | 출장 | 골   | 어시스트 | 출장 | 골   | 어시스트 |
| ------------------- | --------- | ---- | ---- | -------- | ---- | -- | -------- | ---- | ---- | -------- | ---- | ---- | -------- |
| 에스투디안테스 (BA) | 2003–04   | 39   | 17   | 6        | -    | -  | -        | -    | -    | -        | 39   | 17   | 6        |
| 에스투디안테스 (BA) | 합계      | 39   | 17   | 6        | -    | -  | -        | -    | -    | -        | 39   | 17   | 6        |
| 산 로렌소           | 2004–05   | 29   | 9    | 3        | -    | -  | -        | 8    | 0    | 1        | 37   | 9    | 4        |
| 산 로렌소           | 2005–06   | 22   | 9    | 4        | -    | -  | -        | -    | -    | -        | 22   | 9    | 4        |
| 산 로렌소           | 2006–07   | 33   | 7    | 4        | -    | -  | -        | 5    | 1    | 1        | 38   | 8    | 5        |
| 산 로렌소           | 합계      | 84   | 25   | 11       | -    | -  | -        | 13   | 1    | 2        | 97   | 26   | 13       |
| 나폴리              | 2007–08   | 35   | 8    | 8        | 5    | 3  | 1        | -    | -    | -        | 40   | 11   | 9        |
| 나폴리              | 2008–09   | 30   | 7    | 8        | 1    | 0  | 0        | 3    | 1    | 0        | 34   | 8    | 8        |
| 나폴리              | 2009–10   | 30   | 8    | 6        | 1    | 1  | 0        | -    | -    | -        | 31   | 9    | 6        |
| 나폴리              | 2010–11   | 31   | 6    | 12       | 1    | 1  | 0        | 9    | 2    | 3        | 41   | 9    | 15       |
| 나폴리              | 2011–12   | 30   | 9    | 6        | 4    | 0  | 2        | 8    | 2    | 3        | 42   | 11   | 11       |
| 나폴리              | 합계      | 156  | 38   | 40       | 12   | 5  | 3        | 20   | 5    | 6        | 188  | 48   | 49       |
| 파리 생제르맹       | 2012–13   | 28   | 3    | 7        | 5    | 3  | 1        | 9    | 5    | 0        | 42   | 11   | 8        |
| 파리 생제르맹       | 2013–14   | 22   | 8    | 2        | 5    | 1  | 2        | 8    | 1    | 3        | 35   | 10   | 7        |
| 파리 생제르맹       | 합계      | 50   | 11   | 9        | 10   | 4  | 2        | 17   | 6    | 3        | 78   | 21   | 15       |
| 경력 합계           | 경력 합계 | 329  | 91   | 66       | 22   | 9  | 5        | 50   | 12   | 11       | 401  | 112  | 83       |

### 국가대표팀
2013년 10월 12일 기준
| 국가대표팀 | 연도 | 출장 | 골 |
| ---------- | ---- | ---- | -- |
| 아르헨티나 | 2007 | 2    | 0  |
| 아르헨티나 | 2008 | 1    | 0  |
| 아르헨티나 | 2009 | 3    | 0  |
| 아르헨티나 | 2010 | 3    | 0  |
| 아르헨티나 | 2011 | 7    | 2  |
| 아르헨티나 | 2012 | 4    | 0  |
| 아르헨티나 | 2013 | 8    | 2  |
| 합계       | 합계 | 28   | 4  |

### 국가대표팀 득점 기록
| #  | 날짜             | 경기장                                    | 상대     | 점수 | 최종결과 | 대회                      |
| -- | ---------------- | ----------------------------------------- | -------- | ---- | -------- | ------------------------- |
| 1. | 2011년 6월 20일  | 엘 모누멘탈, 부에노스아이레스, 아르헨티나 | 알바니아 | 1–0  | 4–0      | 친선경기                  |
| 2. | 2011년 11월 11일 | 엘 모누멘탈, 부에노스아이레스, 아르헨티나 | 볼리비아 | 1–1  | 1–1      | 2014년 FIFA 월드컵 예선전 |
| 3. | 2013년 10월 11일 | 엘 모누멘탈, 부에노스아이레스, 아르헨티나 | 페루     | 1–1  | 3–1      | 2014년 FIFA 월드컵 예선전 |
| 4. | 2013년 10월 11일 | 엘 모누멘탈, 부에노스아이레스, 아르헨티나 | 페루     | 2–1  | 3–1      | 2014년 FIFA 월드컵 예선전 |

## 수상
산 로렌소
- 아르헨티나 프리메라 디비시온: 2007 클라우수라

나폴리
- 코파 이탈리아: 2011–12

파리 생제르맹
- 리그 1: 2012–13
- 트로페 데 샹피옹: 2013

개인
- 세리에 A 올해의 외국인 선수: 2009-10
- 세리에 A 올해의 선수: 2009-10
- 코파 이탈리아 토너먼트의 선수: 2012

 아르헨티나
- 올림픽 축구 : 금메달 (2008)
- FIFA 월드컵 : 준우승 (2014)
- 코파 아메리카 : 준우승 (2015)